# Arne Grunander
Arne Grunander, född 28 januari 1918 i Stockholm, död 13 februari 1987 i Hässelby, var ordförande för Svenska Ishockeyförbundet mellan september 1978 och september 1973. Han valdes 1997 in i Internationella Ishockeyförbundets Hall of Fame.
1937 spelade han för Norra latin i skolans fotbollslag, och vann Kronprinsens pokal för läroverk tillsammans med bland andra Birger Sandberg och Carl-Johan Thornberg.